# Izo
(Una vittima di Izo)
Izo è un film del 2004, diretto da Takashi Miike.
È ispirato alla storia di Izō Okada, un samurai realmente esistito che nel XIX secolo fu torturato e crocifisso. È stato proiettato al Festival di Venezia 2004, nella sezione Orizzonti.

## Trama
Nel XIX secolo, Izō, samurai al servizio di Hanpeida, viene condannato alla crocifissione e ucciso. Come vittima di una maledizione, o della sua stessa rabbia, Izō è costretto a viaggiare nello spazio e nel tempo, uccidendo tutti coloro che hanno la sfortuna di incontrarlo: donne, bambini, anziani, yakuza, e divenendo un demone. Il suo fine ultimo sarà uccidere l'Imperatore del Giappone.
Il film narra la storia di Izō mostrando flashback della sua vita, misti ai viaggi nel tempo della sua reincarnazione, alle canzoni di Kazuki Tomokawa e ad immagini di repertorio riguardanti la seconda guerra mondiale, Adolf Hitler, Benito Mussolini e Stalin.

## Analisi

Il nastro di Möbius. Compare nel film come simbolo del tempo, dell'infinito e della ciclicità.

Dai pochissimi dialoghi del film, capiamo che “Izo” è una sorta di entità che coincide non tanto con la malvagità quanto forse con la vita stessa (come ci indicano gli spermatozoi all'inizio e il concepimento alla fine del film). Secondo la poetica di Takashi Miike, l'umanità e la vita nascono da semi di rancore, essendo Izo un personaggio che vaga costantemente in cerca di vendetta per tutta la storia; una vendetta cieca e crudele, non si sa bene contro chi o che cosa, ma che non risparmia nessuno. Il messaggio che intende trasmetterci è che è l'essere umano ad essere sostanzialmente e intrinsecamente brutale. A dispetto dei litri di sangue che fanno di “Izo” un'opera stilisticamente iper-violenta, tale messaggio viene esposto quasi candidamente, come l'unica verità possibile, e in certi punti attraverso emozionanti scene di grande poesia (i fiori che parlano ad Izo, la pioggia e l'acqua purificatrici, fino a giungere all'iconico finale che rimanda alla teoria del “Bambino delle stelle” di Kubrick). Ma la vera e più autentica essenza dell'entità “Izo” si esprime anche attraverso brevi ma significativi e pungenti dialoghi filosofici con gli emissari del potere che egli ucciderà uno ad uno in quanto crepa sovversiva all'interno del sistema. In quest'ottica il film è un atto di accusa sincero e poetico contro ogni forma di apparenza o di ipocrisia umana, dal concetto di democrazia a quello di guerra e di religione, dove persino l'amore viene decostruito essendo null'altro che un segno del linguaggio per indicare un mero istinto sessuale. Soprattutto nella prima parte del film, attraverso una serie di dialoghi e di situazioni surreali (la riunione dei ministri, la bizzarra lezione scolastica in cui ogni concetto viene capovolto, fino a giungere ad un'intera scena inquadrata al contrario, a testa in giù), è chiaro fin da subito che il percorso del samurai è in primo luogo un cammino spirituale che lo porterà attraverso la negazione del mondo ad una più alta conoscenza di se stesso. Tale livello di conoscenza coinciderà però con la disperazione e Izo si trasformerà lentamente in un mostro assetato di sangue, più simile a un animale o a un demone che a un uomo.
(Takashi Miike)

## Accoglienza

### Critiche
Alla sua uscita, IZO divise nettamente in due la critica cinematografica: alcuni lo definirono infatti uno dei migliori film di Takashi Miike, altri lo definirono incomprensibile e confusionario.
In Italia fu pubblicizzato come il nuovo Ichi the Killer e il trailer fu basato sulle sequenze più splatter del film. Questo fuorviò gli spettatori, che credevano di assistere ad un horror splatter e si ritrovarono invece spettatori di un horror filosofico.
Alla prima proiezione pubblica, avvenuta al Festival di Venezia, il pubblico lasciò la sala perplesso e in silenzio. Solo Quentin Tarantino si alzò in piedi e applaudì calorosamente.
Enrico Ghezzi commentò l'opera esclamando: "Dopo il cinema c'è IZO."

## Riconoscimenti
- 2004: Sitges Catalonian International Film Festival (migliori effetti speciali)

## Collegamenti ad altre pellicole
- La sequenza iniziale del film cita quella finale di Hitokiri, film biografico su Izō Okada diretto da Hideo Gosha nel 1969.